# Antichloris caurensis
Antichloris caurensis är en fjärilsart som beskrevs av Klages 1906. Antichloris caurensis ingår i släktet Antichloris och familjen björnspinnare. Inga underarter finns listade i Catalogue of Life.